# Dimităr Dimitrov (cestista)
Dimităr Atanasov Dimitrov (in bulgaro Димитър Атанасов Димитров?; Sofia, 1º marzo 1993) è un cestista bulgaro.

## Carriera

### Club
Nel 2008 è approdato nel settore giovanile dei Crabs Rimini, di cui ha fatto parte delle squadre Under-17 ed Under-19. Durante la sua permanenza nel vivaio biancorosso ha avuto modo di collezionare tre brevi apparizioni con la prima squadra, rispettivamente due nel corso della Legadue 2009-2010 e una nell'edizione dell'anno seguente. Ha continuato a far parte delle giovanili biancorosse fino al 2012, tuttavia nel frattempo è sceso in campo anche in Serie C Regionale con i prestiti in doppio tesseramento prima al Basket San Lazzaro nella stagione 2010-2011 e poi alla Pallacanestro Titano San Marino nella seconda parte della stagione 2011-2012, parentesi quest'ultima in cui ha viaggiato a 15,9 punti di media nelle tredici presenze tra regular season e play-off.
Diciannovenne, in vista della stagione 2012-2013 è tornato a giocare in Bulgaria entrando a far parte della prima squadra del Levski Sofia con cui ha realizzato 6,0 punti di media in 38 gare di campionato. L'annata 2013-2014 l'ha invece trascorsa con gli austriaci Arkadia Traiskirchen Lions, altra squadra di proprietà del suo agente Luciano Capicchioni così come lo erano i Crabs Rimini. Dopo la prima parentesi austriaca, Dimitrov è poi tornato per qualche mese al Levski Sofia, quindi nel gennaio 2015 si è trasferito al Lukoil Academic Sofia con cui ha vinto il titolo nazionale sia alla fine di quella stagione che di quella successiva. Ha iniziato il 2016-2017 con un ritorno in Austria agli Arkadia Traiskirchen Lions, per poi avere una brevissima parentesi nel gennaio 2017 all'Akademik Bulteks 99 Plovdiv e già a febbraio tornare a vestire i colori del Lukoil Academic Sofia che hanno chiuso il campionato con il titolo di campioni di Bulgaria. L'anno seguente ha invece iniziato la stagione restando al Lukoil Academic Sofia, per fare quindi il percorso inverso tornando nel gennaio 2018 all'Akademik Bulteks 99 Plovdiv fino al termine dell'annata.
A partire dal 2018-2019 è un giocatore del Balkan Botevgrad. A livello di squadra, oltre ad aver vinto i campionati bulgari 2018-19, 2021-22 e 2022-23, con i biancoverdi ha anche raggiunto in campo europeo i quarti di finale della FIBA Europe Cup 2020-2021.

### Nazionale
Dopo aver fatto parte delle principali nazionali giovanili bulgare, il 10 agosto 2014 ha fatto il suo esordio in nazionale maggiore. Nell'estate 2022 è stato incluso tra i dodici convocati del CT Rosen Barčovski per gli Europei di quell'anno, manifestazione in cui Dimitrov ha segnato 4,6 punti a partita in cinque presenze.

## Palmarès
- Campionato bulgaro: 5

Akademik Sofia: 2015-16, 2016-17
Balkan Botevgrad: 2018-19, 2021-22, 2022-23